# Oroszok
Az oroszok az ukránokkal és a belaruszokkal együtt a keleti szláv népek csoportjába tartoznak. Elsősorban Oroszországban és a környező államokban élnek, de jelentős diaszpórát alkotnak a világ számos országában.
Magyarul gyakran hivatkozunk ilyen néven Oroszország minden lakójára, tekintet nélkül arra, hogy melyik nemzetiséghez tartoznak. Régies magyar elnevezésük a muszka (a Moszkva szóból), és népiesen használják még a ruszki elnevezést is, amely mára kissé pejoratív jelzővé vált, holott az önelnevezésük átvétele (lásd még: ruszok).
2010-ben Oroszország lakóinak 77,7%-a volt orosz.

## Történetük
A szlávok először az i. sz. első évezred közepén szerepeltek a bizánci és arab/perzsa írott forrásokban.
A történettudomány eddig eredményei szerint a szlávok kialakulása az indoeurópai népek családján belül az Elba és a Dnyeper folyók, valamint a Balti-tenger és Kárpátok által határolt területen ment végbe. Szétvándorlásuk a 6-8. században zajlott le. Ezt a folyamatot csak a népszaporulattal magyarázni nem lehet, abban nagy szerepet játszottak a népvándorlás hullámai, például az avarok mozgása is. Görög források szerint a szlávok az avarok szövetségesei voltak. A kor egyik fő írott forrása, a valószínűleg 1113-ban írt Elmúlt idők krónikája (Повести временных лет, óorosz kezdőszavainak a történettudományban bevett rövidítésével PVL), amit kijevi Barlangkolostorban készítettek, viszont úgy emlékezik meg az egyik szláv csoportról, a dulebek törzséről, hogy az avarok megszégyenítő, alantas szolgáltatásokra kényszerítették őket, például velük húzatták szekereiket, és elhurcolták őket, amerre vitt az útjuk.
A keleti szlávok az őshazának tartott lakóhelyekről szintén a 6-7. század táján indultak el. A vándorlás spontán módon és kisebb csoportokban történhetett. Lassan vették birtokba a földművelésre alkalmas részeket, új letelepedési pontjaik nem alkottak etnikailag összefüggő területeket. A Pripjaty folyótól északra csak a 8. század során jutottak el. Sűrűbb telepeik a Dnyeper középső folyása, a Deszna és a Szejm folyók környékén, azaz a Rusz későbbi központi területein alakultak ki.
Más részeik később, a 10. században jutottak el a Nyugati-Bug irányába, a mai Pszkov és Novgorod környékére. A különböző csoportok között egészen az államszervezésig nem jött létre szorosabb kapcsolat.
A kis, néhány családból álló csapatok a folyók közelében, egy-egy kiemelkedő területen telepedtek le; délen földbe mélyített, északon pedig fából készített házakat építettek. A terület nagyon gyér népsűrűségű volt, az új telepesek érkezése nem feltétlenül okozhatott összecsapásokat. A térségben a balti és a finnugor népek egyes csoportjai éltek, de ezek sem alkottak összefüggő etnikai tömböt; életmódjuk főleg halász-vadász jellegű volt, ez is csökkentette a konfliktusok szükségszerűségét. A szláv, balti és finnugor csoportok elkülönültsége egészen a 12. századig fennmaradt. A nyelvtudomány ki tudja mutatni ezekben a nyelvekben az akkori egymás mellett élés nyomait, az egymástól átvett szavakat.
A szláv lakóterület déli sávja mentén viszont, a lovas nomád sztyeppei népekkel szemben megerősített telepeket kellett létrehozniuk. A kazárok, rövig ideig a magyarok is adóztatták a földművelő szlávokat.
A 7-10. század közötti időben – későbbi források alapján – már lehetséges a keleti szláv tömbön belül differenciálni. A PVL krónika a következő törzsneveket ismeri: poljanok, szeverjanok, ulicsok, tivercek, drevljanok, dregovicsok, krivicsek, radimicsek, szlovének, fehér horvátok. Kijev környékén a poljanok – mezei lakók – lakták, nevüket a nyugati szláv polanokhoz (a lengyelek ősei) hasonlóan a lakóhelyükről kapták. Tőlük északra voltak a szeverjánok – északiak – szálláshelyei. A Novgorod környékén letelepülő szlovén törzs neve sokfelé előfordul a szlávok lakta területen, így a Balkánon is (szlovének). Ez a szó egyébként később a szlávok összefoglaló elnevezése is lett. Valószínűleg ebben az északi régióban is a szláv jelleg hangsúlyozása miatt kapták ezt a nevet, amely megkülönböztette őket a helyi finnugor és balti törzsektől, valamint a később megjelenő normannoktól. A különböző források által említett törzsekről azonban még nagyon keveset tudunk. Gyakran előfordul, hogy különböző elnevezések ugyanazokra a csoportokra vonatkoztak különböző időkben. A 12. század folyamán a törzsnevek jelentőségüket vesztették, helyettük a népcsoportokat a települési központok alapján különböztették meg: kijeviek, halicsiak, szmolenszkiek.
Az északi régióban, az Urálban és a Baltikumban már az időszámítás kezdete körüli időktől éltek a finnugor népcsoport finn ágához tartozó népek, mint a merja és muroma nép. Ez utóbbiak a 11. században már beolvadtak az oroszokba. A muromák nevét a Murom helynév őrizte meg.
A keleti szlávok északkeleti terjeszkedésük során a 12. század végén érték el a Volgai Bolgárországot, a térségben létező első államalakulatot. Ennek lakói a török etnikumú csuvasok voltak. Itt kerültek kapcsolatba a keleti szlávok a mordvin, cseremisz népekkel is.
A Novgorod környéki szlávok finn népcsoportokat (pl. vótok) asszimilálva terjeszkedtek tovább a Fehér-tengerig, a Pecsora torkolatvidékéig, sőt eljutottak az Urálig is.
A keleti szlávok fokozatos terjeszkedésével párhuzamosan a 9. században megjelentek a térségben a vikingek vagy normannok, akiket errefelé varégoknak neveztek.
A varégok csoportjai, felfegyverzett távolsági kereskedők, a folyók mentén hatoltak át a térségen a Balti-tengertől a Fekete- és a Kaszpi-tengerig. Ehhez hajóikat néhány esetben szárazföldön kellett átemelni a folyók felső szakaszai között, de a kor technikájával ez megoldható volt. Kereskedelmi útjaik mentén, a folyók partján telepeket létesítettek, ahol fegyveres erővel biztosították maguknak az útvonal és környéke feletti ellenőrzést, raktáraik védelmét. Először a későbbi Novgorod környékén telepedtek le, ahol elágazott a volgai és a dnyeperi útvonal.
A skandinávok megjelenése a térségben katalizátorként hatott a gazdasági, társadalmi, politikai fejlődésre, ahogyan az Novgorod történetén is közvetlenül megfigyelhető. A varégok alkották a térségbeli új állam, a Kijevi Rusz uralkodó rétegét, adták fegyveres erejét. Az első orosz uralkodóház, a Rurik-dinasztia is tőlük származtatta magát. Etnikailag azonban a szláv többség körében gyorsan elszlávosodtak és a sokféle finnugor és török népelem után maguk is hozzájárultak az orosz nemzeti etnikum kialakulásához.